# Zhaosu

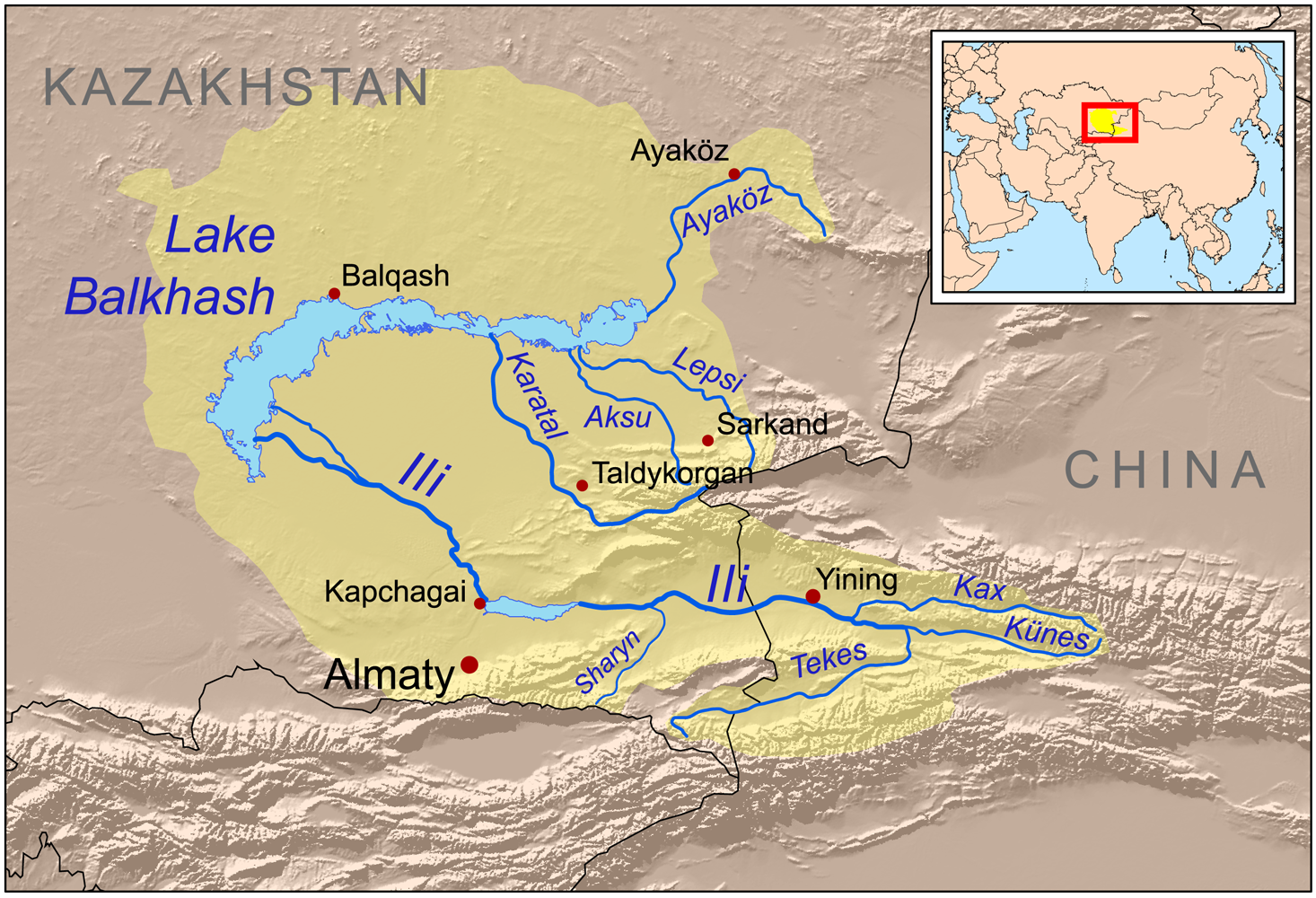
Zhaosu está situada no Vale do Rio Tekes que é um afluente do Rio Ili.

Zhaosu é um dos oito municípios chineses da região do Vale do Rio Ili, em Sinquião, China. A cidade está situada no Vale do Rio Tekes que é o principal afluente do Rio Ili .